# Federación Nicaragüense de Fútbol
Die Federación Nicaragüense de Fútbol (FENIFUT) ist der im Jahr 1931 gegründete nationale Fußballverband von Nicaragua. Der Verband organisiert die Spiele der Fußballnationalmannschaft und ist seit 1950 Mitglied im Weltverband FIFA sowie seit 1961 Mitglied im Kontinentalverband CONCACAF. Zudem richtet die FENIFUT die höchste nationale Spielklasse, die Primera División aus.
Der ehemalige Verbandsvorsitzende Julio Rocha wurde 2017 von der FIFA wegen Bestechung und Korruption lebenslang gesperrt.

## Erfolge
- Fußball-Weltmeisterschaft

Teilnahmen: Keine
- CONCACAF Gold Cup

Teilnahmen: 1963, 1967, 2009